# Miguel de los Santos de Bañuelos y Travel
Miguel de los Santos de Bañuelos y Travel (* 1830; † 25. Februar 1906 in Biarritz) war ein spanischer Diplomat.

## Leben
Miguel de los Santos de Bañuelos y Travel war ein Sohn von Frau Travel y Gloria und José de Bañuelos y González. 1857 war er spanischer Geschäftsträger beim Heiligen Stuhl. 1864 saß er  in den Cortes und fungierte als deren Sekretär.
Am 11. Juni 1867 richtete Isabella II. für ihn das Condado de Bañuelos ein. 1879 war er Gesandter in Lissabon und schloss eine wechselseitiges Auslieferungsabkommen ab.
Seine Tochter war Antonia de Bañuelos y Thorndike, II condesa de Bañuelos. Ab 5. März 1864 war Miguel de los Santos de Bañuelos Sprecher des Wirtschaftsrates der Obra Pía de los Santos Lugares de Jerusalén.
Auch in der ersten spanischen Republik saß er ab 1876 für die Provinz Tarragona in den Cortes. Vom 14. Juli 1892 bis 1893 war er Botschafter von Alfons XIII. bei Wilhelm II.

## Auszeichnungen
- Gran Cruz de la Orden de Isabella la Católica
- Caballero de la Inclita de San Juan de Jerusalem
- Santo Sepulcro, Großkreuz des portugiesischen Christusordens[5]